# 1113工房
1113工房（いちいちいちさんこうぼう）は、日本のアダルトビデオメーカー。主に放屁などのフェチ作品・マニア向けの作品を中心にリリースしている。略称は、1113もしくは工房。

## 概要
作品のリリースは月1〜2本であり、昨今のAV業界は大量生産が主流という方向性の中、大手メーカーとは対極の生産ペースは近年では珍しい傾向である。
Jump-AVにも不定期に参加していた。
2016年より妄想族グループに属している。

### シリーズ
- 屁こき姫
- ブスに萌える
- 全裸観賞
- プライベート・ストリップ・ダンス
- Fart Style
- 女だけの屁のある風景
- オナラの三つの物語

### 監督
- 小林 十三(こばやし じゅうさん) - 別名義:干し椎茸。
- 十四川 大福(じゅうしがわ だいふく)
- フランク 野呂井(ふらんく のろい)
- 一文字 真一文字
- 中村 ノリタケ(なかむら のりたけ)

2009年頃は、小林十三、十四川大福、一文字真一文字の3人の監督によって製作されていた。後に、中村ノリタケ、フランク野呂井が参加。